# Verbo irregular
Verbos irregulares são verbos que sofrem alterações em seu radical ou em suas desinências, afastando-se do modelo a que pertencem.
1) No português, para verificar se um verbo sofre alterações, basta conjugá-lo no presente e no pretérito perfeito do indicativo.
Exemplo:
- fazer - fiz
- trazer - trouxe
- poder - pude
- querer- quis
- saber- soube
- pôr- pus
- ter- tive
- dizer- disse
- haver- houve
- estar- estive
- ir/ ser- fui

2) Não é considerada irregularidade a alteração gráfica do radical de certos verbos para conservação da regularidade fônica.
Exemplo:
- vencer - venço
- fingir - finjo
- conhecer- conheço
- pertencer- pertenço

Exemplo de conjugação do verbo "dar" no presente do indicativo:
- Eu dou
- Tu dás
- Ele dá
- Nós damos
- Vós dais. (Aqui há outras conjugações)
- Eles dão

Percebe-se que há alteração do radical, afastando-se do original "dar" durante a conjugação, sendo considerado verbo irregular.
Também os verbos "dar" e "saber" são verbos  irregulares.